# Iwamoto Saburo
Saburo Iwamoto (sinh ngày 14 tháng 1 năm 1969) là một cầu thủ bóng đá người Nhật Bản.

## Sự nghiệp câu lạc bộ
Saburo Iwamoto đã từng chơi cho JEF United Ichihara.